# KaNNa
KaNNa（かんな、1977年6月10日 - ）は、日本の歌手、元俳優。本名は高橋 美代子（たかはし みよこ）。
サンミュージックブレーンに所属していた。

## 経歴
福岡県宗像市生まれ。血液型：B型。音楽学校：Sound Pure出身。堀越高等学校卒業。
1992年、文化放送主催の「決定！全日本ヤング選抜・スターは君だ」で審査員特別賞を受賞し、サンミュージックに所属。
1993年、ポリドールより、「世界中のうわさになりたい」で歌手デビュー。1996年、初めてドラマに出演して女優デビュー。1999年、「タイムレンジャー セザールボーイの冒険 ローマ帝国編」のミュローナ役で声優デビュー。

## ディスコグラフィ
ポリドールより発売。
- シングル
  - 「世界中のうわさになりたい」（1993年9月22日）作詞／田辺智沙　作曲／三井誠　編曲／根岸貴幸
  - 「美は365日」（1993年10月27日）作詞／只野菜摘　作曲／山下誠・MITSUGI　編曲／根岸貴幸
  - 「にっぽんの少女」（1993年12月1日）作詞／枯堂夏子　作曲／工藤崇　編曲／根岸貴幸
  - 「1999」（1994年3月3日） 作詞／吉澤久美子　作曲／工藤崇　編曲／根岸貴幸
  - 「素顔（すっぴん）でいよう」（1994年7月25日）作詞／只野菜摘　作曲／関淳二郎　編曲／根岸貴幸
  - 「Change Your Life Again」テレビ東京「平成女学園」テーマソング　作詞／KaNNa＆関ユリヤ（関睦人）作曲／橋長哲也（T2ya）　編曲／大平太三
  - 「天使のウインク」（1996年10月25日）郵便局「レタックス」CMソング　作詞・作曲／尾崎亜美　編曲／田辺恵二
- アルバム
  - 「Act I」（1993年12月20日）

## 出演
太字はメインキャラクター。

### テレビドラマ
- 火曜サスペンス劇場（日本テレビ）
  - 女監察医・室生亜季子21・身元不明（1996年11月5日） - 山本淳子 役
- はぐれ刑事純情派 第12シリーズ 第25話「死体は整形していた!?夫をほめる女」（1999年9月15日、テレビ朝日） - 野中幸枝 役

### OVA
1999年
- タイムレンジャー セザールボーイの冒険 ローマ帝国編（ミュローナ）